# Алауддін аль-Кахар
Алауддін аль-Кахар (д/н — 28 вересня 1571) — 3-й султан Ачеху в 1537/1539—1571 роках. Повне ім'я Алауддін Ріаят Сіах аль-Кахар.

## Життєпис
Походив з династії Мевкута Алам. Син султана Алі Муґаят Сіаха і Сіт Гур. Останній призначив Алауддіна намісником Пасея Після смерті батька у 1530 році владу перебрав старший брат Алауддіна — Салахуддін. Втім значний вплив мала їх мати, яка вважаючи Салахуддіна недієздатним призначила регента Раджа Бунгсу, який набув фактичної влади.
Близько 1537/1539 року Алауддін рушив на столицю, де позбавив спочатку влади Раджу Бунгсу, а потім повалив брата, зайнявши трон. Також ув'язнив свою матір, яка померла у 1554 році. За цим провів реформи, започаткувавши стани суспільства: вояків, знаті, чиновників, селян.
Вже у 1539 році почав війну проти племен батаків, приводом до якої стала відмова вождів приймати іслам. В результаті вдалося підкорити деякі з цих племен, трохи розширивши володіння. Втім стикнувся з султанатом Делі і державою Ару. Першому завдав поразки, але незміг повністю перемогти. За Ару довелося воювати з Алауддін Ріаят-шахом II, султаном Джохора. Війна з перервою тривала до початку 1540-х років року, коли Алауддін аль-Кахар вимушен був відмовитися від Ару.
Значни сили довелося витрачати на протистоянні португальцям, які з 1511 року володіли Малаккою, цим створювали потужну конкуренцію в торгівлі спеціями (окрім того, що були християнами). Вже 1547 року Алауддін аль-Кахар спробував захопити Малакку, але нічна атака не мала успіху. Після цього замирився з Португалією.
Посилення впливу Португалії в Індійському океані викликало занепокоєння султана. Тому він 1561/1562 року відправив посольство до османського султана Сулеймана I щодо організації спільних дій проти португальців. Ймовірно домовленість відбулася, оскільки через 2 роки до Ачеху прибули османські артилеристи. Також пожвавилися торгівельні контакти. Згідно з португальськими джерелами, 1562 року  біля берегів Гадрамаута (південь Аравійського півострова) португальцями було захоплено ачеський корабель, що перевозив золото та коштовності для султана Сулеймана I на 200 тис. крузадо.
1564 року спробував напасти на Джохорський султанат, захопивши столицю Джохор-Ламу. Звідси вивіз значні скарби та захопленого султана Алауддін Ріаят-шаха II, якого наказав стратити. За цим Алауддін аль-Кахар оженився на дружині останнього, а на трон Джохора посадив Музаффар-шаха II. При цьому до султанату Ачех приєднав Ару, де поставив намісником старшого сина Абдуллаха.
1567 року новий османський султан Селім II спорядив і відправивив до Ачеху великий флот з 15 галер і двох барків на чолі з адміралом Куртоглу Хизир-реїсом. Проте в цей час в Ємені спалахнуло повстання під орудою імама Аль-Мутаххара, тому до Ачеху прибуло лише 2 судна (галера і барк) з гарматами, боєприпасами і загоном. У січні 1568 року султан здійснив новий напад на Малакку. Він особисто очолив військо, що складалося з 15 тис. вояків і 400 османських військ, мало на озброєнні 200 бронзових гармат. Водночас султан Джохора не прийшов на допомогу Ачеха, підтримавши португальців. В результаті ачеське військо зазнало невдачі, а в битві загинув син султана Абдуллах.
1570 року спробував знову захопити Джохор-Ламу, скориставшись смертю султана Музаффар-шаха II, але цього разу не досяг успіху. Того ж року в союзі з султанами Ахмеднагару і Біджапуру вирішив атакувати ключові португальські укріплення, щоб ті не могли надати допомоги одна одній. Тому індійські союзники Ачеху спробували захопити Гоа, а Алауддін — Малакку. Втім жодна з атак не мала успіху.
Помер султан 1571 року. Йому спадкував син Хусейн, що прийняв ім'я Алі Ріаят Сіах I.